# فونتنو
فونتنو (به ایتالیایی: Fonteno) یک کومونه در ایتالیا است که در استان برگامو واقع شده‌است.

## خصوصیات
فونتنو ۱۱٫۱ کیلومترمربع مساحت و ۶۸۰ نفر جمعیت دارد و ۶۰۶ متر بالاتر از سطح دریا واقع شده‌است.